# Премія Пої
Пре́мія По́ї (англ. Pólya Prize) — наукова нагорода в галузі математики, яку присуджує Лондонське математичне товариство. Премію названо на честь угорського математика Дьордя (Джорджа) Пої, який був членом Товариства понад 60 років. Серед нагород Товариства вана за престижністю поступається лише медалі де Моргана, яка вручається раз на три роки. Премію присуджують в роки, які не поділяються на три, тобто ті, у які не вручають Медаль Де Моргана. Нагороду вперше було вручено у 1987 році. 
Премію присуджують «на знак визнання видатної творчості, творчого викладу або видатного внеску в математику в межах Сполученого Королівства». Її не можна присуджувати тому, хто раніше отримував медаль де Моргана.

## Список лауреатів
- 1987 Джон Конвей
- 1988 Террі Волл
- 1990 Грем Сігал[en]
- 1991 Єн Грант Макдональд[en]
- 1993 Девід Ріс[en]
- 1994 Девід Вільямс[en]
- 1996 Девід Едмундс[en]
- 1997 Джон Хаммерслі[en]
- 1999 Саймон Дональдсон
- 2000 Террі Лайонс[en]
- 2002 Найджел Гітчин
- 2003 Ангус Макінтайр[en]
- 2005 Майкл Беррі
- 2006 Пітер Свіннертон-Даєр
- 2008 Девід Прейс[en]
- 2009 Роджер Хіт-Браун[en]
- 2011 Едвард Браян Дейвіс
- 2012 Ден Сігал[en]
- 2014 Майлз Рід[en]
- 2015 Борис Зільбер[en]
- 2017 Алекс Вілкі[en]
- 2018 Карен Фогтманн
- 2020 Мартін Лібек[en]
- 2021 Егуд Грушовський
- 2023 Френсіс Кірван[en]
- 2024 Gui-Qiang Chen[en][1]